# Лопатка (архитектура)

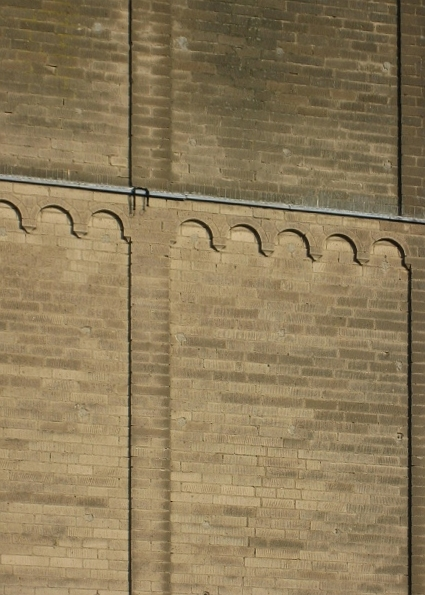
Лопатки башни романской кирхи Святого Мартина в Карсте

Лопа́тка (лизе́на, лизерна) — вертикальный плоский и узкий выступ стены, не имеющий базы и капители, в отличие от пилястры. Как правило, имеет слабо выступающую из плоскости стены форму во всю её высоту. Та часть плоскости стены, котoрая располагается между соседними лопатками, носит название прясла.
Лопатка является характерным элементом средневековой западноевропейской и древнерусской архитектуры. Она может быть как декоративным (служащим для вертикального членения плоскости стены), так и конструктивным элементом (служащим для усиления стены).

## Близкие термины
- Висячая лопатка — лопатка, нижний конец которой не опирается на цоколь, постамент либо иной вид выступа и окружён фоном стены[3].
- Огибающая лопатка — выступающий из кладки угловой устой в виде смыкающихся лопаток на флангах соседних граней строительного объёма[4].